# 시각적 이중성의 색인 목록
시각적 이중성의 색인 목록은 시각적인 관점에서 이중성을 관찰하여 만든 자료를 모아둔 목록을 가르키는 단어이다.

## 설명
시각적 이중성의 색인 목록은 영어권에선 IDS(Index Catalog of Visual Double Stars)라고 불리며 이는 이중성의 자료에 대한 시각적인 목록들이다. 1963년에 릭 천문대가 정식으로 발표한 것으로 하늘 전체를 뒤덮은 64,250개의 물체에 대한 측정값을 담고 있다. 이러한 우주의 천문학에 해당되는 시각적 이중성 색인 목록에 대한 카탈로그를 만드는데 사용된 자료의 근거는 나중에 릭 천문대에서 미국 해군 천문대로 옮겨졌고 그곳에서 워싱턴 이중성 카탈로그의 기초가 되었다.

## 같이 보기
- 워싱턴 이중성 카탈로그
- 에이트켄 이중성 목록
- 버넘 이중성 목록
- 이중성
- 천문학